# Вулька-Радовецкая
Ву́лька-Радове́цкая (бел. Вулька Радавецкая) — агрогородок в Дрогичинском районе Брестской области Белоруссии. Входит в состав Закозельского сельсовета.

## История
По данным за 1905 год Вулька-Радовецкая («Волька-Розовицкая») относилась к Воловельской воолсти Кобринского уезда и в ней насчитывалось 432 жителя.
В 1920 году Кобринский уезд был занят Польскими войсками и отошёл к Польше.
Со 2 ноября 1939 года до начала Великой Отечественной войны Корсунь была в составе Белорусской ССР. С 1941 года деревня находилась под немецкой оккупацией. В 1944 году при освобождении Белоруссии — вновь в составе Белорусской ССР и до 1 декабря 1975 года агрогородок относился к Папинскому сельсовету.

## Население
| 2009 | 2021 |
| ---- | ---- |
| 342  | ➘120 |

## Историко-культурное наследие
По данным отдела идеологической работы, культуры и по делам молодежи Дрогичинского райисполкома в агрогородке Вулька-Радовецкая находятся:
- Братская могила погибших в годы Великой Отечественной войны (на деревенском кладбище).
- Бюст В. И. Ленина
- Памятник землякам, погибшим во время Великой Отечественной войны.

## Инфраструктура
Действует Комплексно-приемный пункт, кладбище, АЗС, отделение почтовой связи, магазин, амбулатория, школа.
Улицы: Ленина, Новая, Жукова.